# Convention de Sofia (1915)

La Convention de Sofia, signée le 6 septembre 1915, est un accord conclu secrètement entre le royaume de Bulgarie, d'une part, et les puissances centrales, de l'autre.

## Contexte

### Alliance bulgaro-ottomane de 1914
La convention de 1915 modifie les termes de l'alliance conclue entre les deux monarchies le 19 août 1914.

## Acquisitions bulgares

Les acquisitions bulgares, conformément aux dispositions de la Convention
Le gouvernement ottoman accepte, à la demande allemande, la cession d'une partie de la Thrace orientale.
Le partage de la Serbie selon les accords entre la Bulgarie et les puissances centrales.

Les négociateurs bulgares parviennent à faire avaliser par leurs alliés de large annexions bulgares en Serbie, comprenant la Macédoine serbe jusqu'à la ligne de la Morava.
A ces acquisitions garanties s'ajoutent des annexions à faire valoir en cas d'intervention roumaine et grecque aux côtés des Alliés. En cas d'intervention grecque, la Macédoine grecque est ainsi dévolue à la Bulgarie, tout comme la Dobroudja roumaine.

## Évolution de l'accord
Dès la signature de l'accord, les Allemands, principaux animateurs de la coalition, minorent rapidement les concessions faites à la Bulgarie ; En effet, avec le soutien des Ottomans, les négociateurs allemands aspirent en réalité à restituer à la Bulgarie les territoires perdus et annexés à la Roumanie en 1913 ; cette simple rétrocession est supposée conforter la présence allemande en Mer Noire, le port roumain de Constanta devant être relié directement au réseau ferré allemand.